# David Albin Zywiec Sidor
David Albin Zywiec Sidor OFMCap (East Chicago, Indiana, 15 de julho de 1947 - Manágua, Nicarágua, 5 de janeiro de 2020) foi um ministro americano e bispo católico romano de Siuna, Nicarágua.
David Albin Zywiec Sidor, o mais velho de cinco filhos, entrou na comunidade capuchinha no Convento de São Félix em Huntington, Indiana, em 1965 e foi ordenado sacerdote em 1º de junho de 1974 por Salvador Schlaefer OFM em Milwaukee. Ele estudou filosofia no St. Joseph College em Rensselaer, Indiana, e teologia na St. Francis School of Pastoral Ministry na Universidade de Wisconsin-Milwaukee em Milwaukee, Wisconsin.

Em 24 de junho de 2002, o Papa João Paulo II o nomeou Bispo Titular de Giru Marcelli e Bispo Auxiliar no Vicariato Apostólico de Bluefields. O Arcebispo de Manágua, Cardeal Miguel Obando Bravo SDB, o consagrou em 13 de setembro do mesmo ano; Os co-consagradores foram o Arcebispo Jean-Paul Aimé Gobel, Núncio Apostólico na Nicarágua, e Pablo Ervin Schmitz Simon OFMCap, Vigário Apostólico de Bluefields.
Em 30 de novembro de 2017, o Papa Francisco o nomeou o primeiro bispo da diocese de Siuna, que foi criada na mesma data, com posse em 13 de janeiro do ano seguinte.
Faleceu a 5 de janeiro de 2020 e foi sepultado na Catedral de Nossa Senhora de Fátima em Siuna.